# 大齒鋸鰩
大齒鋸鰩（學名：Pristis perotteti）是軟骨魚綱犁头鳐目鋸鰩科鋸鰩屬的其中一種，分布西北大西洋美國德克薩斯州、佛羅里達州；東北大西洋西非；中太平洋澳洲北部外海、東印度群島；南美洲巴西聖塔倫附近的亞馬遜河口海域，深度1至122公尺，本魚鋸齒較少（通常一側19 個，很少20個），第一背鰭起源於腹鰭起源之前，且背鰭後緣凹陷得更深。海水種剛捕獲時呈深灰色或金棕色，淡水種呈鼠灰色，第一背鰭後部中背帶紅色，體側下部後部帶紅色，第一背鰭淡黃色，後角帶紅色，第二背鰭、腹鰭、尾鰭和第一背鰭後方的下側呈現暗磚紅色，體長可達650公分，體重可達591公斤，棲息在在鄰近海岸淺水區與河口, 特別是潟湖，為底棲性魚類，肉食性，生活習性不明。

## 物種分類
鋸鰩(P. pristis)與小齒鋸鰩(P. microdon)（聲稱分佈於印度洋至西太平洋）和本種(P. perotteti)聲稱分佈於大西洋和東太平洋）的分類關係在歷史上引起了相當大的混淆，但2013年發表的證據表明，這三者是同種的，因為缺乏形態和遺傳差異。因此，最近權威機構將小齒鋸鰩和本種視為鋸鰩的同義詞 As a consequence, recent authorities treat P. microdon and P. perotteti as synonyms of P. pristis.。
根據 NADH-2 基因分析，鋸鰩有三個主要演化支：大西洋演化支、印度-西太平洋演化支和東太平洋演化支。